# Teucrium fruticans
Teucrium fruticans  (лат.) — вид растений рода Дубровник (Teucrium) семейства Яснотковые (Lamiaceae).
Родина вида — западная и центральная части Средиземного моря. Растёт в сухих, солнечных местах.
Это вечнозелёный кустарник высотой до 2,5 м, с бархатистыми гибкими квадратными белыми побегами. Листья от ланцетных до яйцевидных, цельные, плоские на коротких ножках, глянцевые, ароматические. Цветки бледно-голубые. Цветёт в летнее время.
- Форма 'azurea'